# خوان أيالا
خوان أيالا هو لاعب كرة قدم باراغواياني، ولد في 1942.